# 모나코 공녀 카롤린
모나코 공녀 카롤린(프랑스어: Caroline de Monaco, 1957년 1월 23일 ~ )은 에른스트 아우구스트 폰 하노버와 결혼하여 하노버의 왕자빈이 되었다. 모나코의 레니에 3세와 그레이스 켈리의 장녀로 태어난 그녀는 모나코의 알베르 2세와 스테파니의 누나이자 언니이다.
그녀는 1957년 출생부터 이듬해 동생 알베르가 태어날 때까지 모나코의 세습 공녀이자 모나코 공위의 추정 상속인이었고, 알베르가 2005년에 공위 오른 후 2014년에 쌍둥이인 조카 가브리엘라와 자크가 태어날 때까지 모나코의 공위 계승자였다.

## 같이 보기
- 그리말디가